# フランス原子力学会
フランス原子力学会（フランス語：Société française d'énergie nucléaire、略称：S.F.E.N.）はフランスにおいて原子力とそれ関する計画および政策を支援する学会。会長はアレヴァ社の社長も兼務するリュック・ウルセル。フランスの原子力産業と研究を支援するために、1973年に発足する。現在、個人的な会員4,000と言う。欧州原子力学会所属。

## 評価
学会はフランスにおける原子力産業（原子力ロビー）の一角を担っていると考えられている。同会の広報部長によると、原子力ロビーと関係ないが、原子力発電がフランスのエネルギー政策に対して一番良い選択肢だと理性的に考える人々は協会は原子力ロビー側であるとされる。同時にフランスの環境保護団体と相反する課題がある。例えば、SFENはチェルノブイリ原子力発電所事故以降のフランスにおける甲状腺のがんの増加率は「根も葉もないうわさ」という。